# Військово-морські сили Казахстану
Військово-морські сили Казахстану (каз. Әскери-теңіз күштері) — один з видів збройних сил Республіки Казахстан. В основному включають в себе військово-морський флот і морську піхоту.

## Структура

### Військово-морський флот
| Тип                                                   | Бортовий номер                | Найменування                  | У складі флоту                | Стан                          | Примітки                      |
| Ракетно-артилерійські кораблі                         | Ракетно-артилерійські кораблі | Ракетно-артилерійські кораблі | Ракетно-артилерійські кораблі | Ракетно-артилерійські кораблі | Ракетно-артилерійські кораблі |
| ----------------------------------------------------- | ----------------------------- | ----------------------------- | ----------------------------- | ----------------------------- | ----------------------------- |
| ракетно-артилерійський корабель проекту 250 «Барс-МО» | 250                           | «Қазақстан»                   |                               | в строю                       | Уральський завод «Зеніт»      |
| ракетно-артилерійський корабель проекту 250 «Барс-МО» | 251                           | «Орал»                        |                               | в строю                       | Уральський завод «Зеніт»      |
| ракетно-артилерійський корабель проекту 250 «Барс-МО» | 252                           | «Сарыарқа»                    |                               | в строю                       | Уральський завод «Зеніт»      |
| ракетно-артилерійський корабель проекту 250 «Барс-МО» | 253                           | «Маңғыстау»                   |                               | в строю                       | Уральський завод «Зеніт»      |
| Патрульні катери                                      |                               |                               |                               |                               |                               |
| патрульний катер типу «Chamsuri»                      | 031                           | «Шапшан»                      | з 2006 року                   | в строю                       | колишній                      |
| патрульний катер типу «Chamsuri»                      | 032                           | «Батыр»                       | з 2006 року                   | в строю                       | колишній                      |
| патрульний катер типу «Chamsuri»                      | 033                           | «Ізет»                        | з 2006 року                   | в строю                       | колишній                      |
|                                                       |                               |                               |                               |                               |                               |
| Допоможні кораблі                                     |                               |                               |                               |                               |                               |
| судно проекту 01340                                   | немає                         | «Жайык»                       | з 2006 року                   | в строю                       | Судоверфь им. С.М. Кирова     |

### Морська піхота
390-та окрема гвардійська Віденська орденів Кутузова III ступеня і Олександра Невського бригада морської піхоти (каз. 390-шы жеке гвардиялық Веналық ІІІ дәрежелі Кутузов және Александр Невский орденді теңіз жаяу әскерлері бригадасы) (в/ч 25744).
24 серпня 2004 року, відповідно до розпорядження Міністра оборони Республіки Казахстан, 2-га окрема гвардійська мотострілецька бригада була переформована у 390-ту окрему гвардійську бругаду берегової оборони. 17 березня 2011 року Указом Президента Республіки Казахстан 390-та окрема гвардійська бригада берегової оборони була перейменована в 390-ту окрему гвардійську бригаду морської піхоти.
До складу бригади входять батальйон морської піхоти, батальйон спеціального призначення морської піхоти, танковий батальйон, артилерійський дивізіон, зенітний дивізіон, штабний батальйон, батальйон забезпечення і реактивна батарея.

## Прапори кораблів та суден

Військово-морський прапор
Гюйс

### Прапори посадових осіб

Міністр оборони

## Військові звання

### Офіцери
| Категорії               | Офіцери | Офіцери      | Офіцери       | Офіцери                  | Офіцери                 | Офіцери                 | Офіцери           | Офіцери           | Офіцери   |
| ----------------------- | ------- | ------------ | ------------- | ------------------------ | ----------------------- | ----------------------- | ----------------- | ----------------- | --------- |
| Погон                   |         |              |               |                          |                         |                         |                   |                   |           |
| Казахське звання        | Адмирал | Вице-адмирал | Контр-адмирал | Бірінші дәрежелі капитан | Екінші дәрежелі капитан | Үшінші дәрежелі капитан | Капитан-лейтенант | Аға лейтенант     | Лейтенант |
| Український відповідник | Адмірал | Віцеадмірал  | Контрадмірал  | Капітан I рангу          | Капітан II рангу        | Капітан III рангу       | Капітан-лейтенант | Старший лейтенант | Лейтенант |

### Підофіцери і матроси
| Категорії               | Підофіцери                | Підофіцери               | Підофіцери               | Підофіцери              | Підофіцери                    | Підофіцери        | Підофіцери              | Підофіцери             | Матроси        | Матроси |
| ----------------------- | ------------------------- | ------------------------ | ------------------------ | ----------------------- | ----------------------------- | ----------------- | ----------------------- | ---------------------- | -------------- | ------- |
| Нарукавний знак         |                           |                          |                          |                         |                               |                   |                         |                        |                |         |
| Казахське звання        | Шебер-старшина            | Штаб-старшина            | Бірінші сыныпты старшина | Екінші сыныпты старшина | Үшінші сыныпты старшина       | Бас старшина      | Бірінші сатылы старшина | Екінші сатылы старшина | Аға матрос     | Матрос  |
| Український відповідник | Головний майстер-старшина | Старший майстер-старшина | Майстер-старшина         | Штаб-старшина           | Головний корабельний старшина | Головний старшина | Старшина I статті       | Старшина II статті     | Старший матрос | Матрос  |